# Towkio
Preston Oshita (Chicago, Illinois, Estados Unidos, 26 de junio de 1993), más conocido como Towkio, es un rapero estadounidense de ascendencia japonesa y mexicana. Anteriormente fue conocido como Preston San y Tokyo Shawn. Es integrante del equipo de Savemoney. Su álbum de estudio debut, WWW, fue publicado en 2018.

## Discografía
Álbumes de estudio
- 2018: WWW